# Декабрь (неизданный фильм)
«Декабрь» — предстоящий российский драматический фильм режиссёра и сценариста Клима Шипенко о последних днях жизни поэта Сергея Есенина (1895—1925), прервавшего лечение в платной психоневрологической клинике Московского университета, приехавшего в Ленинград и поселившегося в отеле «Англетер». Вызвавшая множество споров смерть (предполагаемое самоубийство Есенина) произошла в номере отеля в ночь с 27 на 28 декабря 1925 года. На момент смерти Есенину было 30 лет.

## Сюжет
На границу СССР из Германии прибывает знаменитая танцовщица Айседора Дункан, которая готовила побег поэта Есенина из страны Советов. Ему лишь остаётся сесть в поезд и доехать до Риги.
Декабрь 1925 года. Поэт едет из Москвы в заснеженный Ленинград, где попадает в безумную круговерть событий. Он мчится навстречу своей любимой, несмотря ни на какие преграды, постоянно возникающие на его пути.

## В ролях
- Александр Петров — Сергей Есенин
- Александр Самойленко
- Кристина Асмус — Елизавета Устинова[2]
- Сергей Гилёв
- Андрей Мерзликин
- Владимир Вдовиченков
- Кирилл Нагиев
- Михаил Попов
- Мария Валешная — Айседора Дункан
- Рональд Пелин
- Софья Карпунина
- Денис Сладков
- Фаридуншо Рахматуллоев
- Сергей Кореньков
- Александр Классен
- Мария Вологина
- Степан Емельянов — мальчик-портье

## Производство
По словам Шипенко, ему близка поэзия Есенина, и о фильме на есенинскую тему он задумался уже со студенческих времён. С Петровым он работал над «Текстом», и видит в нём способность к воплощению внутренней боли, передачи ощущения приближающейся смерти.
Съёмки прошли в Москве и Петербурге. Для фильма были сооружены масштабные декорации площадью более 7 тысяч квадратных метров.
Релиз, ранее запланированный на 20 октября 2022 года, был отложен на неопределённый срок.